# Antiga sinagoga jueva de Tortosa
L'antiga sinagoga jueva de Tortosa és la denominació amb què ha estat conegut tradicionalment un edifici del barri de Remolins, al municipi de Tortosa (Baix Ebre), tot i que actualment no es té constància que hagués albergat aquest lloc de culte hebreu. L'edifici és inclòs a l'Inventari del Patrimoni Arquitectònic de Catalunya. Se'l coneix també com la casa de Sant Jordi.

## Descripció
És una construcció que fa angle amb el carrer Major de Remolins i la travessia del Mur. La part més interessant és la façana, ja que conserva una portalada de mig punt a la base amb dovelles de pedra, i una finestra petita a la dreta. Els dos pisos superiors s'obren a la façana mitjançant finestres d'arc allindanat en ventall, de maó. A la part superior dissimula el vessant de la teulada mitjançant un plafó de maçoneria rematat amb una mena de merlets decoratius. Alguns sectors d'aquesta façana i l'angle amb la lateral són construïts amb carreus de pedra. Es conserva en part un arrebossat, possiblement de començament del segle xx, que simula carreus de pedra. El lateral té una escletxa important a l'angle, resultat de la separació dels carreus de la maçoneria dels forjats. Té dues portes, una de les quals tapiada, i diverses finestres petites amb arc allindanat de maó. A l'interior, la part que dona a la travessia del Mur està abandonada i no es conserven ni els vidres de les finestres.

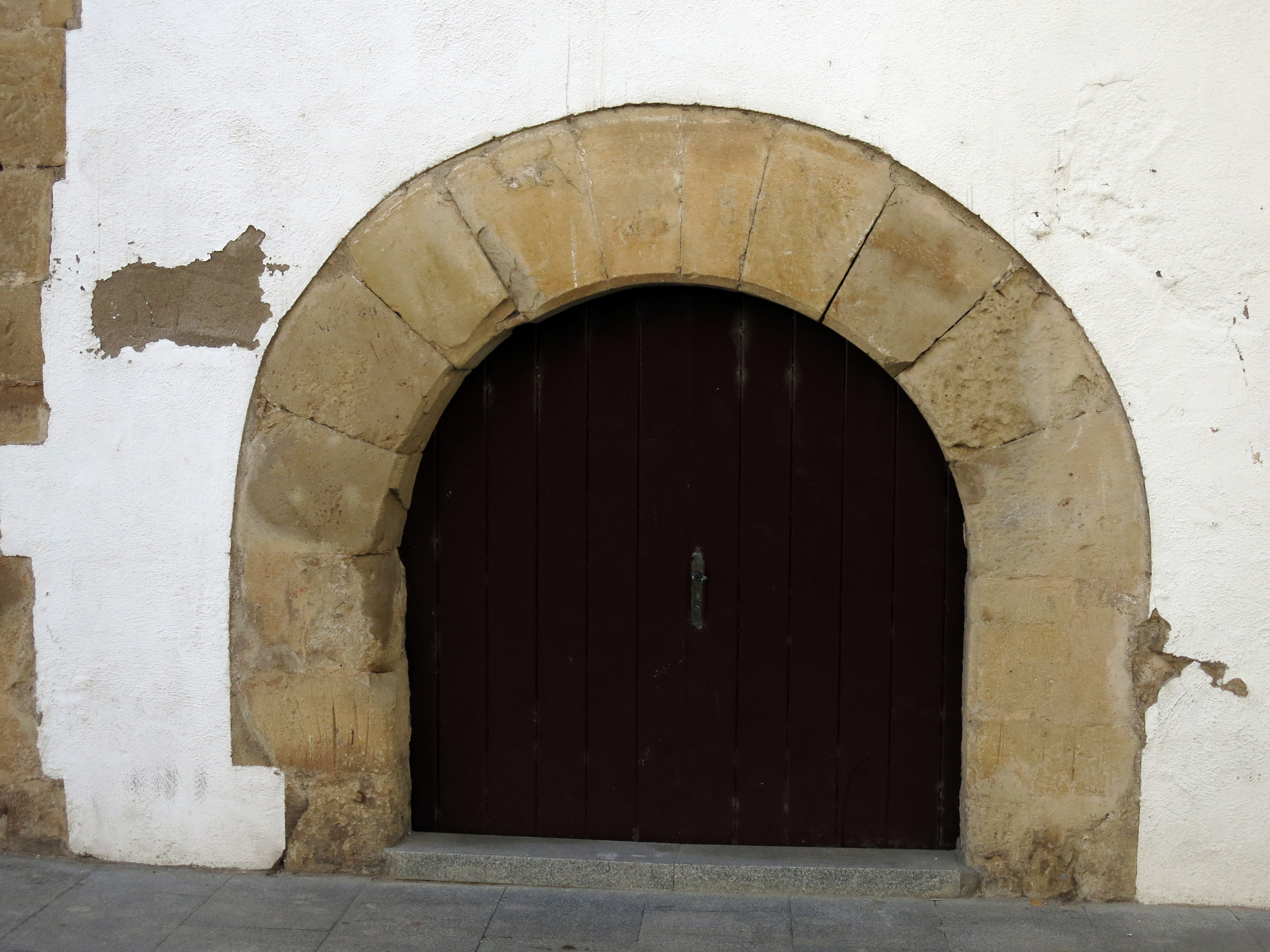
Detall del portal adovellat d'arc de mig punt que dona al carrer Major

## Història
Com que està situada a l'angle del carrer Major, és possible que tingués alguna relació amb el portal de Vimpeçol, existent des del segle xii. Aquesta era una de les obertures que presentava la muralla del segle xiv, enderrocada juntament amb el portal al segle xix a la banda nord (l'actual travessia del Mur). És possible que la porta de mig punt i els sectors de construcció fets de pedra tinguin relació amb aquestes fortificacions.
Se sap, per fonts documentals i troballes arqueològiques, que l'edifici es va utilitzar, a partir de començament del segle xviii, com a caserna militar de cavalleria, l'anomenat «Quartel del Príncipe» o «Quartel de Remolins». Abans d'aquesta funció, sembla que havia estat un hospital, fundat el 1680 pel bisbe Josep Fageda, i fins i tot podria correspondre també a l'hospital que a mitjan segle xiv es va construir vora el portal de Vimpeçol. Fins no fa gaires anys s'havia cregut que al llarg de l'edat mitjana l'edifici havia estat utilitzat també com a sinagoga jueva, però no se n'ha trobat cap document ni vestigi que ho corrobori.

## La polèmica sinagoga del call

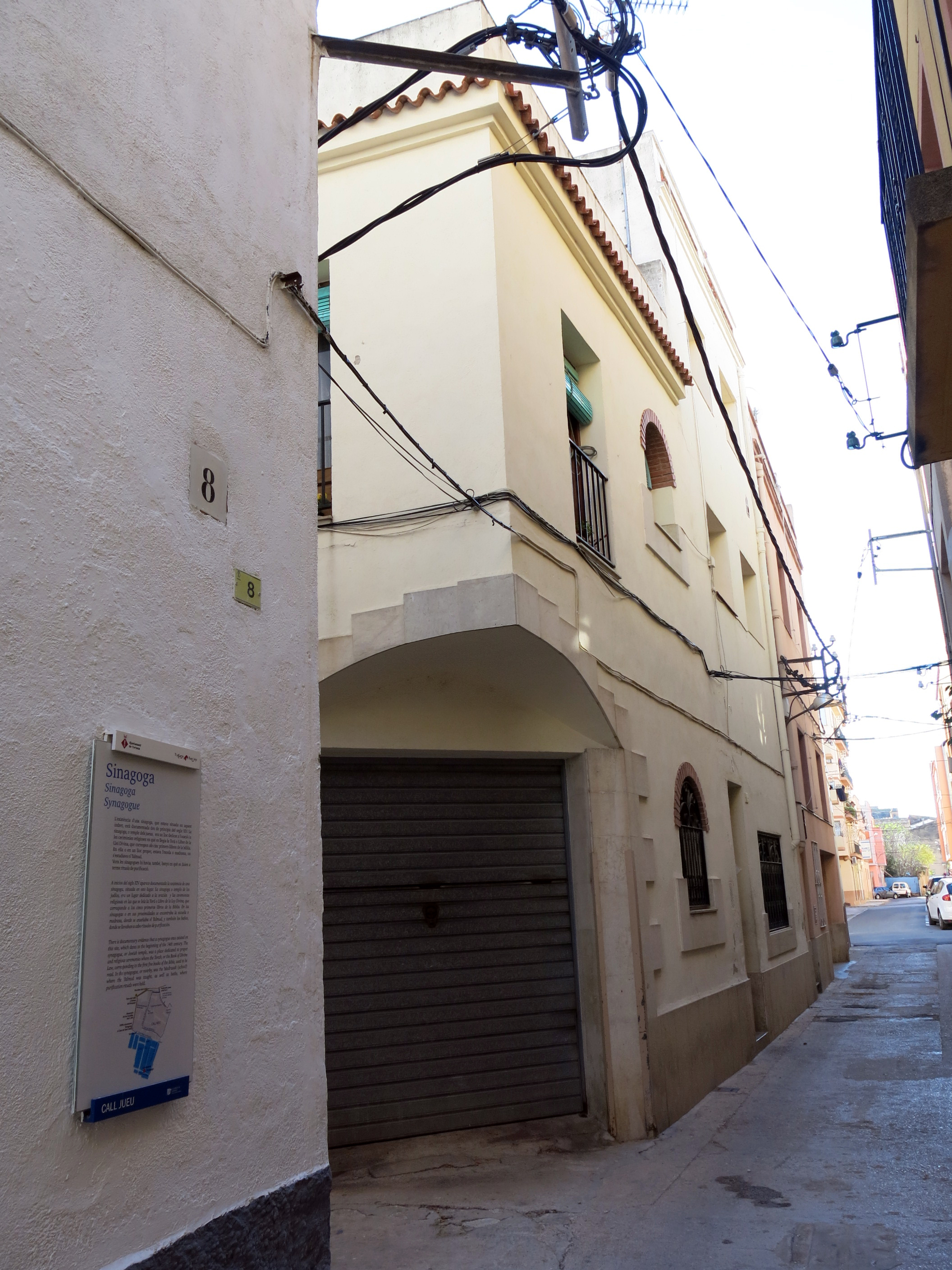
Vista del carrer de Jerusalem a l'angle amb el carrer d'en Fortó, amb un plafó indicatiu de l'indret on es diu que hi havia situada la sinagoga del call

A diferència del que és creença popular, sembla que la sinagoga del call de Tortosa no estava ubicada a la casa coneguda avui dia com l'Antiga Sinagoga Jueva, a l'entrada nord del carrer Major de Remolins, vora l'antic portal de Vimpeçol, que donava a la muralla medieval i a l'actual travessia del Mur, sinó al carrer de Jerusalem. S'havia cregut en l'emplaçament al carrer Major perquè, en un document de 1493, es fa referència al fet que el municipi vol vendre la sinagoga (un any abans s'havia decretat l'expulsió dels jueus) per pagar uns deutes, i especifica que l'edifici dona a «la via de la Plaça o Replà, qui és al costat de la dita casa». En un principi es va relacionar aquesta esplanada amb l'antiga plaça de Vimpeçol, però fa estrany que no s'esmenti en cap moment el portal veí ni la muralla.
D'altra banda, en un inventari dels béns reials distribuïts a la ciutat de Tortosa, datat el 1635, s'esmenta una casa «dita vulgarment la juheria o sinagoga dels juheus», situada «al carrer del Pla d'en Pol», nom que s'ha atribuït al carrer de Jerusalem, que comunicava amb el convent de monges de Sant Joan de Jerusalem, d'on li ve el nom. El convent s'havia edificat a partir del 1580 al solar de l'antic convent dels pares trinitaris, que es coneixia com el Pla d'en Pol i podria correspondre ben bé a l'esmentada Plaça o Replà.